# رادیو ۲۴
رادیو ۲۴ (انگلیسی: Radio 24) یک ایستگاه رادیویی ملی در ایتالیا است که ۴ اکتبر ۱۹۹۹ راه اندازی شد.